# بالينا روجينسكي
بالينا روجينسكي (بالألمانية: Palina Rojinski) و(بالروسية: Полина Рожинская) (مواليد 21 أبريل 1985 -) هي مقدمة وممثلة وعارضة أزياء ودي جي روسية ألمانية. والدها من أصل يهودي وأمها مسيحية.

## أعمالها

### كمضيفة
- 2010-2011: MTV الصفحة الرئيسية
- 2011-2013: الجنة الجديدة
- 2011-2015: VIVA Top 100
- 2012: زركوس روجينسكي
- 2013-2017: سيرك هالي غالي
- 2013-2015: حصلت على الرقص
- 2014: تواريخ مجنونة
- 2014-2017: غير متصل - طريق بالينا العالمية
- 2014: هل كان
- 2015: المفاجأة الكبرى - دين شونستر ألبتراوم
- 2016:لعبة ProSieben خارج الديار
- 2018: روسيا لدينا - رحلة مدينة إلى كأس العالم (أودو ليليشكيس)
- 2019: يو! MTV الراب
- 2020: غني! ألمانيا

### كممثلة
- 2009: قلوب الرجال … سابرينا سيلفر
- 2011: قلوب الرجال ... والحب العظيم جدا جدا
- 2011: امرأة في الحب ... ياسمينة
- 2011: فندق ديزاير (قصير) ... جوليا
- 2012: جيسوس ليبت ميش ... سفيتلانا
- 2012: زمن الأبطال ... كاتارينا أولريش
- 2013: الأقل هو الأكثر ... كاتيا مولر
- 2013: مسرح الجريمة … نادين رويتر
- 2015: أحلام المرأة ... فيفيان
- 2016: مرحبًا بك في ألمانيا بصفتك صوفي هارتمان
- 2016: أنا وأنت
- 2018: الحمقى. (ستافيل 2 ، الحلقة 5 التبت )
- 2018: الرجل المبكر
- 2019: كن محظوظًا
- 2020: الحياة الليلية
- 2020: أحفاد للمبتدئين

## روابط خارجية
- بالينا روجينسكي على موقع IMDb (الإنجليزية)
- بالينا روجينسكي على موقع روتن توميتوز (الإنجليزية)
- بالينا روجينسكي على موقع مونزينجر (الألمانية)
- بالينا روجينسكي على موقع ألو سيني (الفرنسية)
- بالينا روجينسكي على موقع ميوزك برينز (الإنجليزية)
- بالينا روجينسكي على موقع قاعدة بيانات الفيلم (الإنجليزية)
- بالينا روجينسكي على موقع كينوبويسك (الروسية)